# العكد (السياني)

تعديل مصدري - تعديل

العكد محلة تابعة لقرية ذي الوسع، التابعة لعزلة النقيلين بمديرية السياني إحدى مديريات محافظة إب في الجمهورية اليمنية.، بلغ تعداد سكانها 138 حسب تعداد اليمن لعام 2004.